# 2025年世界运动会航空运动比赛
2025年世界运动会航空运动比赛是2025年世界运动会的一个项目，于2025年8月14日-16日在中国成都市东安湖体育公园田径场举行。本届世界运动会航空运动比赛只设置无人机运动1个分项，产生混合项目1枚金牌。
无人机赛道于2025年6月亮相，赛道布局以大熊猫的头部为设计蓝本。

## 资格赛
根据国际航空运动联合会（FAI）2024年世界无人机运动锦标赛和2024年无人机运动世界杯的成绩编制的排名表，共有32名运动员获得了参赛资格。

## 奖牌榜
| 排名                     | 国家 / 地区              | 金牌 | 銀牌 | 銅牌 | 总计 |
| ------------------------ | ------------------------ | ---- | ---- | ---- | ---- |
| 1                        | 日本                     | 1    | 0    | 0    | 1    |
| 2                        | 中国香港                 | 0    | 1    | 0    | 1    |
| 3                        | 韩国                     | 0    | 0    | 1    | 1    |
| 总计（共3个国家 / 地区） | 总计（共3个国家 / 地区） | 1    | 1    | 1    | 3    |

## 奖牌得主
| 项目 | 金牌                   | 银牌                     | 铜牌                      |
| 混合 | 橋本勇希 · 日本（JPN） | 關竣仁 · 中国香港（HKG） | Kim Min-jae · 韩国（KOR） |

## 参赛代表团
- 奥地利（1）
- 比利时（1）
- 保加利亚（2）
- 中国（4）
- 捷克（1）
- 法国（2）
- 德国（2）
- 中国香港（1）
- 匈牙利（1）
- 日本（2）
- 拉脱维亚（2）
- 列支敦士登（1）
- 波兰（1）
- 罗马尼亚（1）
- 塞尔维亚（1）
- 韩国（3）
- 西班牙（1）
- 泰国（1）
- 土耳其（1）
- 美国（2）